# Перуанський інті
Інті був грошовою одиницею Перу в період з 1985 по 1991 рік. Її код за стандартом ISO 4217 був PEI, а абревіатура - I/. Інті ділився на 100 сентимо. Інті замінив уражений інфляцією соль. Нова валюта була названа на честь Інті, бога сонця інків. 

## Історія
Інті був введений 1 лютого 1985 року замість солей, які постраждали від високої інфляції. Один інті був еквівалентний 1000 солям. Монети, деноміновані в новій одиниці, були введені в обіг з травня 1985 року, а банкноти - в червні того ж року.
До 1990 року інти сам постраждав від високої інфляції. Як тимчасовий захід, з січня по липень 1991 року в якості розрахункової одиниці використовувався «інті-мільйон» (I/m.). Один інті-мільйон дорівнював 1 000 000 інті, а отже, одному новому солю. «Новий соль» був прийнятий 1 липня 1991 року, замінивши інти за обмінним курсом мільйон за один. Таким чином: 1 новий соль = 1 000 000 інті = 1 000 000 000 старих солей.
Банкноти та монети інті більше не є законним платіжним засобом у Перу, а також не можуть бути обміняні на банкноти та монети, деноміновані в новому солі.